# نوکیا ۷۶۵۰
نوکیا ۷۶۵۰ یک‌نمونه از گوشی‌های تلفن همراه سری ۷۰۰۰ شرکت نوکیا می‌باشد که توسط همین شرکت در سال ۲۰۰۱ به بازار عرضه شده‌است.